# Mandolineorkest

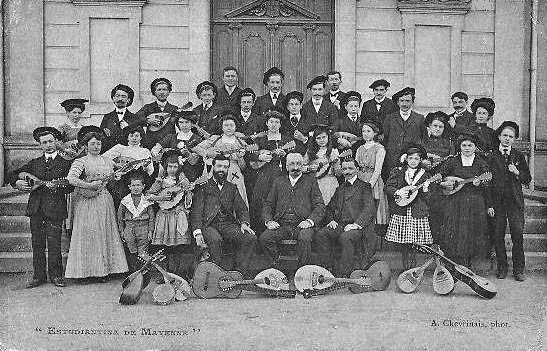
Orkest 'Estudiantina de Mayenne' ca. 1900

Een mandolineorkest is een orkest dat voornamelijk bestaat uit instrumenten van de mandolinefamilie zoals mandoline, altmandoline, mandola, mandoloncello en mandobasso. In België zijn er o.a. mandolineorkesten in Boechout, Hove, Brasschaat, Antwerpen, Bergen (Mons), en Malmedy. Ook Nederland kent meerdere mandoline-orkesten. Zij zijn verenigd in het Nederlands Verbond van Mandoline Orkesten.

## Bezetting
Het mandolineorkest is qua bezetting het evenbeeld van een strijkorkest. Zo is er een eerste en tweede mandoline-sectie (overeenkomend met de eerste en tweede violen) en een mandola-sectie (altviool). De mandoloncello-groep (te vergelijken met de rol van de violoncelli van het strijkorkest) is tegenwoordig in het mandolineorkest vaak geheel vervangen door Spaanse gitaren. Dit in tegenstelling tot de gestreken contrabas die in beide orkestvormen haar plaatsgevonden heeft.
Waar in veel orkesten de baspartij waargenomen wordt door een contrabas, zijn er ook orkesten die gebruikmaken van een chitarrone moderno. Een 'tokkelbas' speciaal ontwikkeld voor de klankeigenschappen van het mandolineorkest. Een mandolineorkest waarin de chitarrone moderno de baspartij voor haar rekening neemt is bijvoorbeeld het bekende Nederlandse Mandoline Kamer Orkest Het CONSORT, een orkest waarin, naar Italiaans voorbeeld, ook de mandoloncello en de altmandoline (de mandoliola) zijn opgenomen.

## Geschiedenis
Rond 1900 worden in Nederland de eerste mandolineorkesten opgericht. In een paar decennia wordt er dankzij o.a. Joh. B. Kok (1889-1954), Abraham (Bram) M. J. Kwist (1901-2000), H.Smits jr. (1889-1964) en A.P. Murkens (1870-1946) een hoog niveau bereikt en heeft elke stad één of meerdere mandolineorkesten. Ook verschijnt er een blad "De mandolinegids" waarin eerder genoemde mensen schrijven over de mandoline, haar geschiedenis en haar bespelers. In 1947 wordt het Nederlands Verbond van Mandoline Orkesten (NVvMO) opgericht om deze orkesten in te verbinden. 

## Werken voor mandolineorkest
Componisten die stukken voor mandoline-orkesten arrangeren en componeren of hebben gecomponeerd, zijn in Nederland onder andere Wessel Dekker (1914-2006), Carlo Malizia, Jeff Hijlkema, Annette Kruisbrink, Bernard van Beurden en Chiel Meijering. Verder zijn dit Konrad Wölki (1904-1983) en Theodor Ritter (1883-1950) in Duitsland,  enRaffaele Calace, Arrigo Cappelletti, Giuseppe Manente en Giacomo Sartori in Italië. 
| Componist                       | Titel                                         | Uitgever     |
| ------------------------------- | --------------------------------------------- | ------------ |
| Bernard van Beurden (geb. 1933) | Le silence du moment (2003)                   |              |
| John Craton (geb. 1953)         | The Legend of Princess Noccalula              |              |
| Jeff Hijlkema (geb. 1971)       | Perpetua Melomania                            |              |
| Victor Kioulaphides (geb. 1961) | Concerto per orchestra a pizzico              |              |
| Victor Kioulaphides (geb. 1961) | Sinfonia a pizzico                            |              |
| Victor Kioulaphides (geb. 1961) | Broadway '79 2 mandolines en mandolineorkest  |              |
| Annette Kruisbrink (geb. 1958)  | Dreamtime (1997)                              | Vogt & Fritz |
| Annette Kruisbrink (geb. 1958)  | Gone with the Wind (1999)                     | Vogt & Fritz |
| Chiel Meijering (geb. 1954)     | Spötterdämmerung (1997)                       | Donemus      |
| Francine Trester                | Three Movements for Mandolin Orchestra (2006) |              |